# Cleópatra V Trifena
Cleópatra Trifena (95a.C. - 57a.C.) era uma das irmãs mais velhas de Cleópatra VII Filopátor. Quando Cléopatra Trifena proclamou-se rainha, prometeu uma quantia generosa a Roma em troca de seu suporte. Cleópatra Trifena morreu subitamente em 57 a.C., o que levou sua irmã a ser declarada rainha do Egito, tornando-se a principal suspeita de sua morte.